# Беляевский овраг
Беля́евский овраг (овраг Беля́ева) — малая река на юге Москвы, в районе Царицыно Южного административного округа, левый приток Пушкина оврага (Котляковки). Верховья полностью засыпаны.
Река начиналась недалеко от Севанской и Бакинской улиц, проходила восточнее улицы Бехтерева, выше Аршиновского парка. На топографической карте 1848 года показано, что при слиянии оврагов Беляева и Карнарова образуется Пушкин овраг — левый приток Городни.
Длина Беляевского оврага составляла 1,3 км. По состоянию на начало 2018 года на его месте расположен подземный коллектор, верховья уничтожены.
Название восходит к антропониму, ср. фамилию Беляев